# Liste der Kulturdenkmale in Zuffenhausen

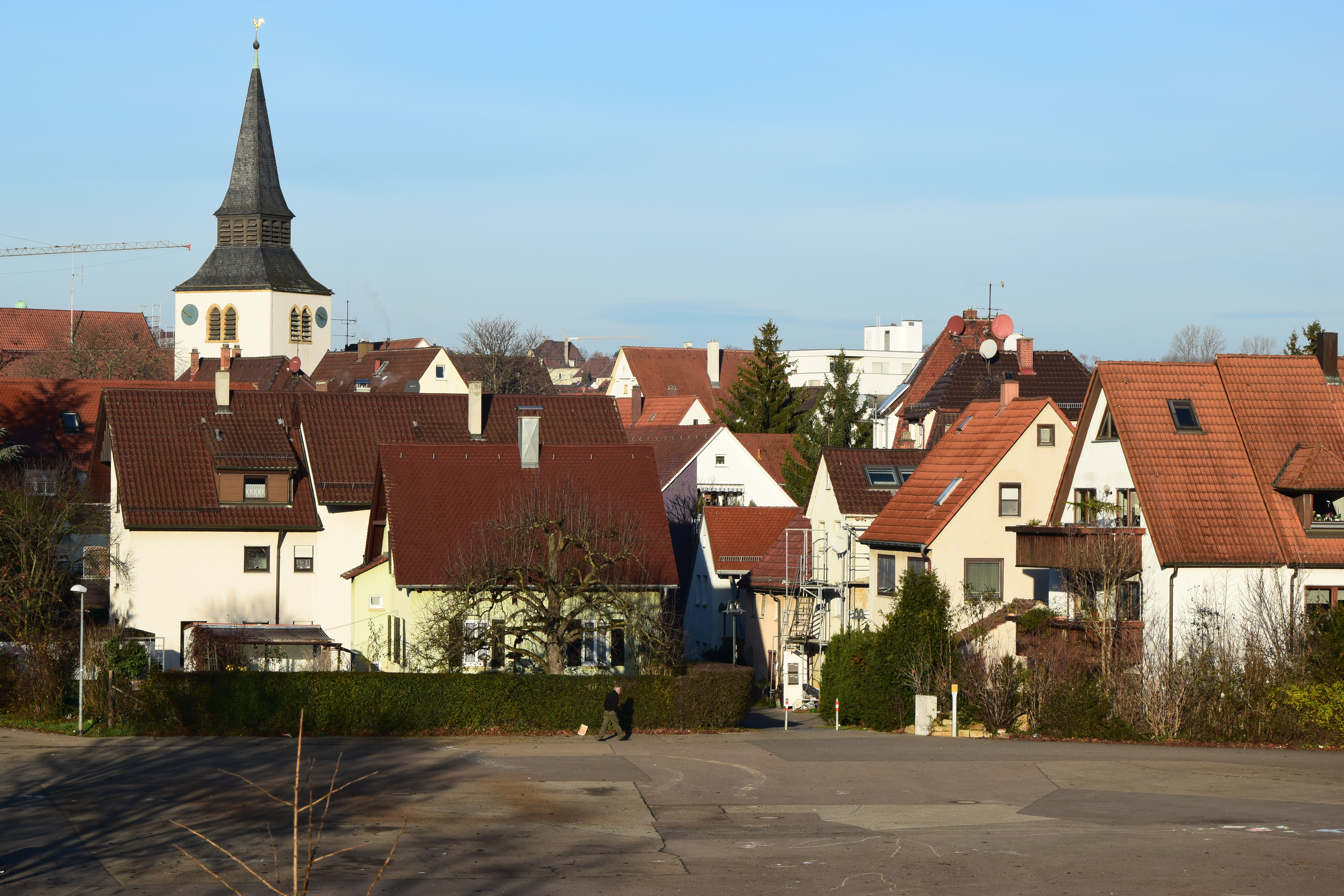
Blick auf den Ortskern von Zuffenhausen

In der Liste der Kulturdenkmale in Zuffenhausen sind alle unbeweglichen Bau- und Kunstdenkmale in Zuffenhausen samt den Stadtteilen Am Stadtpark, Elbelen, Hohenstein, Schützenbühl, Neuwirtshaus, Zazenhausen und Rot aufgelistet, die in der Liste der Kulturdenkmale. Unbewegliche Bau- und Kunstdenkmale der Unteren Denkmalschutzbehörde für diesen Stadtbezirk Stuttgarts verzeichnet sind. Stand dieser Liste ist der 25. April 2008.
Diese Liste ist nicht rechtsverbindlich. Eine rechtsverbindliche Auskunft ist lediglich auf Anfrage bei der Unteren Denkmalschutzbehörde der Stadt Stuttgart erhältlich.

## Allgemein
- Bild: Zeigt ein ausgewähltes Bild aus Commons, „Weitere Bilder“ verweist auf die Bilder im Medienarchiv Wikimedia Commons.
- Bezeichnung: Nennt den Namen, die Bezeichnung oder die Art des Kulturdenkmals.
- Lage: Straßenname und Hausnummer oder Flurstücknummer des Kulturdenkmals, gegebenenfalls auch den Ortsteil. Die Grundsortierung der Liste erfolgt nach dieser Adresse. Der Link (Karte) führt zu verschiedenen Kartendiensten mit der Position des Kulturdenkmals. Fehlt dieser Link, wurden die Koordinaten noch nicht eingetragen. Sind diese bekannt, können sie über ein Tool mit einer Kartenansicht einfach nachgetragen werden. In dieser Kartenansicht sind Kulturdenkmale ohne Koordinaten mit einem roten bzw. orangen Marker dargestellt und können durch Verschieben auf die richtige Position in der Karte mit Koordinaten versehen werden. Kulturdenkmale ohne Bild sind an einem blauen bzw. roten Marker erkennbar.
- Datierung: Baubeginn, Fertigstellung, Datum der Erstnennung oder grobe zeitliche Einordnung entsprechend des Eintrags in der zuständigen Denkmaldatenbank (Landesamt für Denkmalpflege Baden-Württemberg).
- Beschreibung: Kurzcharakteristik des Kulturdenkmals.

## Kulturdenkmale im Stadtbezirk Zuffenhausen

### Zuffenhausen-Mitte
| Bild | Bezeichnung | Lage                                          | Datierung                                                           | Beschreibung | ID |
| ---- | --- | --------------------------------------------- | ------------------------------------------------------------------- | --- | -- |
|      | Ehemaliges Doppel-Weinbauernhaus mit Scheune                                                                           | Aspacher Straße 3 und 3/2 (Karte)             | 1700–1750                                                           | Barock (Sachgesamtheit) Geschützt nach § 2 DSchG                                                                                           | BW |
|      | Ehemaliges Doppel-Weinbauernhaus                                                                                       | Aspacher Straße 3 (Karte)                     | 1700–1750                                                           | Barock (Sachgesamtheit) Geschützt nach § 2 DSchG                                                                                           |    |
|      | Ehemaliges Haupthaus des Esslinger Spitalhofs                                                                          | Bottwarstraße 16, Marbacher Straße 14 (Karte) | 1325–1375, 1903–1903                                                | Gotik Geschützt nach § 2 DSchG |    |
|      | Evangelisches Pfarrhaus                                                                                                | Ilsfelder Straße 9 (Karte)                    | 1657                                                                | Geschützt nach § 2 DSchG |    |
|      | Villa | Lothringer Straße 2 (Karte)                   | 1914                                                                | Neoklassizismus, Schaefer Paul Geschützt nach § 2 DSchG                                                                                    |    |
|      | Villa Dr. med. Behr | Lothringer Straße 4 (Karte)                   | 1914                                                                | Historismus – additiver Historismus, Schaefer Paul Geschützt nach § 2 DSchG                                                                |    |
|      | Villa Schaefer mit Einfriedung                                                                                         | Lothringer Straße 5 (Karte)                   | 1910–1911                                                           | Historismus, Schaefer Paul (Sachgesamtheit) Geschützt nach § 2 DSchG                                                                       |    |
|      | Mehrfamilienhaus | Lothringer Straße 8 (Karte)                   | 1911                                                                | Historismus – additiver Historismus, Schaefer Paul Geschützt nach § 2 DSchG                                                                |    |
|      | Gasthaus zum Lamm nebst Tanz- und Speisesaal (Sachgesamtheit)                                                          | Ludwigsburger Straße 148 (Karte)              | 1790–1810, 1898–1898                                                | Barock, Historismus, Morlock Rudolf, Werkmeister (Sachgesamtheit) Geschützt nach § 2 DSchG                                                 |    |
|      | Ehemaliges Bauernhaus                                                                                                  | Marbacher Straße 12 (Karte)                   | 1700–1750                                                           | Geschützt nach § 2 DSchG |    |
|      | Evangelische Johanneskirche                                                                                            | Marbacher Straße 13 (Karte)                   | 1200–1300, 1954                                                     | Gotik Geschützt nach § 2 DSchG |    |
|      | Ehemaliges Weinbauernhaus                                                                                              | Marbacher Straße 37 (Karte)                   | 1628                                                                | Barock Geschützt nach § 2 DSchG |    |
|      | Ehemaliges Schäferhaus                                                                                                 | Marbacher Straße 47 (Karte)                   | 1700–1750                                                           | Geschützt nach § 2 DSchG |    |
|      | Gefallenen-Denkmal (auf dem Friedhof)                                                                                  | Marbacher Straße 60, 62 (Karte)               | 1922, Bredow Gustav Adolf, Prof., Bildhauer                         | Geschützt nach § 2 DSchG |    |
|      | Katholische St. Antoniuskirche                                                                                         | Markgröninger Straße 29 (Karte)               | 1901–1902                                                           | Historismus - Neoromanik, Ulrich Pohlhammer, Regierungsbaumeister Geschützt nach § 2 DSchG                                                 |    |
|      | Rosenschule mit Umfassungsmauer (ehemalige Volks- heute Grundschule), Sachgesamtheit                                   | Markgröninger Straße 38 (Karte)               | 1908–1909, 1912–1913                                                | Historismus – Neobarock (norddeutscher), Riehle, Stadtbaumeister (1908–1909), Sachgesamtheit Geschützt nach § 2 DSchG                      |    |
|      | Ehemaliges Lagerhaus                                                                                                   | Markgröninger Straße 80 (Karte)               | 1906                                                                | Historismus – additiver Historismus, Storz Heinrich und Alfred Geschützt nach § 2 DSchG                                                    |    |
|      | Ehemaliger Bebenhäuser Klosterhof (Haupthaus, Gesindehaus, Zehntscheune) – Sachgesamtheit                              | Steinheimer Straße 1, 3, 7 (Karte)            | 1590–1610, 1600–1750, 1690–1710                                     | Haupthaus (Barock, 1700–1750), Teil der Sachgesamtheit Ehemaliger Bebenhäuser Klosterhof Geschützt nach § 2 DSchG                          |    |
|      | Ehemaliges Gesindehaus (?) – Sachgesamtheit Ehemaliger Bebenhäuser Klosterhof (Haupthaus, Gesindehaus, Zehntscheune) ? | Steinheimer Straße 3 (Karte)                  | 1690–1710                                                           | Barock Geschützt nach § 2 DSchG |    |
|      | Zehntscheune der Klosterpflege                                                                                         | Steinheimer Straße 7 (Karte)                  | 1590–1610                                                           | Barock – Kulturdenkmal in Sachgesamtheit Ehemaliger Bebenhäuser Klosterhof (Haupthaus, Gesindehaus, Zehntscheune) Geschützt nach § 2 DSchG |    |
|      | Ehemaliges Bauernhaus mit Durchfahrt                                                                                   | Steinheimer Straße 9 (Karte)                  | 1700–1800                                                           | Geschützt nach § 2 DSchG |    |
|      | Ehemalige sogenannte Stadtmühle nebst Stall- und Remisengebäude (Erdgeschosse) – Sachgesamtheit                        | Steinheimer Straße 24, 24b (Karte)            | 1772–1772, 1979–1979, Remisengebäude, 1790 (Barock), Sachgesamtheit | Barock Geschützt nach § 2 DSchG |    |
|      | Einfamilienhaus | Unterländer Straße 33 (Karte)                 | 1912                                                                | Historismus – additiver Historismus, Schäfer Paul Geschützt nach § 2 DSchG                                                                 |    |
|      | Bankhaus Praxmarer | Unterländer Straße 74 (Karte)                 | 1909–1910                                                           | Historismus, Schaefer Paul Geschützt nach § 2 DSchG                                                                                        |    |
|      | Zweifamilienhaus bzw. Villa Geiger                                                                                     | Unterländer Straße 76 (Karte)                 | 1908                                                                | Historismus – Neobarock, Schaefer Paul Geschützt nach § 2 DSchG                                                                            |    |
|      | Ehemalige Zehntscheune                                                                                                 | Zehnthof 1 (Karte)                            | 1569                                                                | Geschützt nach § 2 DSchG |    |

### Zuffenhausen-Am Stadtpark
| Bild           | Bezeichnung | Lage                                                                                        | Datierung                       | Beschreibung                                                          | ID |
| -------------- | --- | ------------------------------------------------------------------------------------------- | ------------------------------- | --------------------------------------------------------------------- | -- |
|                | Max-Horkheimer-Brunnen | Am Stadtpark, Flst.Nr. 4121/2 (Karte)                                                       |                                 | Neoklassizismus Geschützt nach § 2 DSchG                              |    |
|                | Villa Morlock | Franklinstraße 3 (Karte)                                                                    | 1911–1912                       | Neoklassizismus, Morlock Rudolf, Werkmeister Geschützt nach § 2 DSchG |    |
|                | Mehrfamilienhaus | Franklinstraße 5 (Karte)                                                                    | 1911                            | Neuer Stil, Morlock Rudolf, Werkmeister Geschützt nach § 2 DSchG      |    |
|                | Ehemaliger Gasthof zur Ludwigshöhe (Sachgesamtheit) | Marconistraße 26, 26a, 26b (Karte)                                                          | 1876–1876, 1878–1878, 1889–1889 | Klassizismus, Dobler D., Werkmeister Geschützt nach § 2 DSchG         | BW |
|                | Wohnhaus mit Gaststätte (Teil der SG „Ehemaliger Gasthof zur Ludwigshöhe“) | Marconistraße 26 (Karte)                                                                    | 1876–1876, 1878–1878, 1889–1889 | Klassizismus, Dobler D., Werkmeister Geschützt nach § 2 DSchG         |    |
|                | Pferdestall (Teil der SG „Ehemaliger Gasthof zur Ludwigshöhe“) | Marconistraße 26 A (Karte)                                                                  | 1878                            | Historismus Geschützt nach § 2 DSchG                                  |    |
|                | Buffetbau (Teil der SG „Ehemaliger Gasthof zur Ludwigshöhe“) | Marconistraße 26 B (Karte)                                                                  | 1889                            | Historismus, Morlock Rudolf, Werkmeister Geschützt nach § 2 DSchG     |    |
|                | Mehrfamilienhaus | Mitterhoferstraße 4 (Karte)                                                                 | 1913                            | Historismus, Knecht Adolf Geschützt nach § 2 DSchG                    |    |
|                | Ehemaliger Gemeindegrenzstein (heute Gemarkungsgrenzstein) zwischen Zuffenhausen und Korntal | Ohne Adresse                                                                                |                                 | Geschützt nach § 2 DSchG                                              |    |
|                | Gemarkungsgrenzstein zwischen Zuffenhausen, Weilimdorf und Korntal (Dreimärker, 1935) | Ohne Adresse                                                                                | 1935                            | Geschützt nach § 2 DSchG                                              |    |
|                | Ehemaliger Gemeindegrenzstein (heute Gemarkungsgrenzstein) zwischen Zuffenhausen und Korntal (Walddreimärker)                                                                                       | Ohne Adresse                                                                                |                                 | Geschützt nach § 2 DSchG                                              |    |
|                | Ehemaliger Gemeindegrenzstein (heute Gemarkungsgrenzstein) zwischen Zuffenhausen und Korntal | Ohne Adresse                                                                                |                                 | Geschützt nach § 2 DSchG                                              |    |
|                | Ehemaliger Gemeindegrenzstein (heute Gemarkungsgrenzstein) zwischen Zuffenhausen und Korntal | Ohne Adresse                                                                                |                                 | Geschützt nach § 2 DSchG                                              |    |
|                | Ehemaliger Gemeindegrenzstein (heute Gemarkungsgrenzstein) zwischen Zuffenhausen und Korntal | Ohne Adresse                                                                                | 1785                            | Geschützt nach § 2 DSchG                                              |    |
|                | Waldgrenzstein | Ohne Adresse                                                                                |                                 | Geschützt nach § 2 DSchG                                              |    |
|                | Ehemaliger Gemeindegrenzstein (heute Gemarkungsgrenzstein) zwischen Zuffenhausen und Feuerbach | Ohne Adresse                                                                                | 1761                            | Geschützt nach § 2 DSchG                                              |    |
|                | Waldgrenzstein | Ohne Adresse                                                                                | 1772                            | Geschützt nach § 2 DSchG                                              |    |
|                | Waldgrenzstein (Dreimärker zwischen Stammh. Kleinlemberg, Zuff. Schützenwiesenwald und kl. Bebenhäuser Wald)                                                                                        | Ohne Adresse                                                                                | 1761                            | Geschützt nach § 2 DSchG                                              |    |
|                | Waldgrenzstein (Dreimärker) | Ohne Adresse                                                                                |                                 | Geschützt nach § 2 DSchG                                              |    |
|                | Ehemaliger Gemeindegrenzstein (heute Gemarkungsgrenzstein) zwischen Zuffenhausen und Feuerbach | Ohne Adresse                                                                                | 1761                            | Geschützt nach § 2 DSchG                                              |    |
|                | Waldgrenzstein | Ohne Adresse                                                                                | 1761                            | Geschützt nach § 2 DSchG                                              |    |
|                | Waldgrenzstein | Ohne Adresse                                                                                | 1761                            | Geschützt nach § 2 DSchG                                              |    |
|                | Waldgrenzstein | Ohne Adresse                                                                                |                                 | Geschützt nach § 2 DSchG                                              |    |
|                | Ehemaliger Gemeindegrenzstein (heute Gemarkungsgrenzstein) zwischen Zuffenhausen und Feuerbach | Ohne Adresse                                                                                |                                 | Geschützt nach § 2 DSchG                                              |    |
|                | Ehemaliger Gemeindegrenzstein (heute Gemarkungsgrenzstein) zwischen Zuffenhausen und Feuerbach | Ohne Adresse                                                                                | 1777                            | Geschützt nach § 2 DSchG                                              |    |
|                | Waldgrenzstein | Ohne Adresse                                                                                | 1772                            | Geschützt nach § 2 DSchG                                              |    |
|                | Ehemaliger Gemeindegrenzstein (heute Gemarkungsgrenzstein) zwischen Zuffenhausen und Feuerbach | Ohne Adresse                                                                                |                                 | Geschützt nach § 2 DSchG                                              |    |
|                | Ehemaliger Gemeindegrenzstein (heute Gemarkungsgrenzstein) zwischen Zuffenhausen und Feuerbach | Ohne Adresse                                                                                |                                 | Geschützt nach § 2 DSchG                                              |    |
|                | Waldgrenzstein (Dreimärker zw. Stammh. Edelmannswäldle, Zuff. Schützenwiesenwald und kl. Bebenhäuser Wald)                                                                                          | Ohne Adresse                                                                                |                                 | Geschützt nach § 2 DSchG                                              |    |
|                | Gemarkungsgrenzstein zwischen Zuffenhausen und Feuerbach | Ohne Adresse                                                                                |                                 | Geschützt nach § 2 DSchG                                              |    |
|                | Waldgrenzstein | Ohne Adresse                                                                                | 1761                            | Geschützt nach § 2 DSchG                                              |    |
|                | Ehemaliger Gemeindegrenzstein (heute Gemarkungsgrenzstein) zwischen Zuffenhausen und Feuerbach, Dreimärker (Bebenhäuser Fuchswald, Kornwestheimer Pfaffenwald und Feuerbacher Lemberg – Dreimärker) | Ohne Adresse                                                                                | 1755                            | Geschützt nach § 2 DSchG                                              |    |
|                | Waldgrenzstein | Ohne Adresse                                                                                |                                 | Geschützt nach § 2 DSchG                                              |    |
|                | Ehemaliger Gemeindegrenzstein (heute Gemarkungsgrenzstein) zwischen Zuffenhausen und Feuerbach | Ohne Adresse                                                                                |                                 | Geschützt nach § 2 DSchG                                              |    |
|                | Waldgrenzstein | Ohne Adresse                                                                                | 1755                            | Geschützt nach § 2 DSchG                                              |    |
|                | Waldgrenzstein | Ohne Adresse                                                                                | 1761                            | Geschützt nach § 2 DSchG                                              |    |
|                | Ehemaliger Gemeindegrenzstein (heute Gemarkungsgrenzstein) zwischen Zuffenhausen und Feuerbach | Ohne Adresse                                                                                | 1755                            | Geschützt nach § 2 DSchG                                              |    |
|                | Waldgrenzstein | Ohne Adresse                                                                                |                                 | Geschützt nach § 2 DSchG                                              |    |
|                | Ehemaliger Gemeindegrenzstein zwischen Zuffenhausen und Feuerbach | Ohne Adresse                                                                                |                                 | Geschützt nach § 2 DSchG                                              |    |
|                | Waldgrenzstein | Ohne Adresse                                                                                | 1755                            | Geschützt nach § 2 DSchG                                              |    |
|                | Waldgrenzstein | Ohne Adresse                                                                                | 1821                            | Geschützt nach § 2 DSchG                                              |    |
|                | Waldgrenzstein | Ohne Adresse                                                                                | 1761                            | Geschützt nach § 2 DSchG                                              |    |
|                | Ehemaliger Gemeindegrenzstein (heute Gemarkungsgrenzstein) zwischen Zuffenhausen und Feuerbach | Ohne Adresse                                                                                | 1755                            | Geschützt nach § 2 DSchG                                              |    |
|                | Ehemaliger Gemeindegrenzstein (heute Gemarkungsgrenzstein) zwischen Zuffenhausen und Feuerbach | Ohne Adresse                                                                                | 1755                            | Geschützt nach § 2 DSchG                                              |    |
|                | Waldgrenzstein | Ohne Adresse                                                                                | 1755                            | Geschützt nach § 2 DSchG                                              |    |
|                | Waldgrenzstein (Viermärker, Zuff. Schützenwieswald, Gr. Bebenhäuser Wald, Kornwestheimer Pfaffenwald und Stammheimer Edelmannswäldle)                                                               | Ohne Adresse                                                                                | 1761                            | Geschützt nach § 2 DSchG                                              |    |
|                | Ehemaliger Gemeindegrenzstein (heute Gemarkungsgrenzstein) zwischen Zuffenhausen und Feuerbach | Ohne Adresse                                                                                |                                 | Geschützt nach § 2 DSchG                                              |    |
|                | Ehemaliger Gemeindegrenzstein zwischen Zuffenhausen und Feuerbach, Dreimärker (Kornwestheimer Pfaffenwald, Feuerbacher Lemberg und Gr. Bebenhäuser Wald)                                            | Ohne Adresse                                                                                |                                 | Geschützt nach § 2 DSchG                                              |    |
|                | Waldgrenzstein | Ohne Adresse                                                                                | 1755                            | Geschützt nach § 2 DSchG                                              |    |
|                | Ehemaliger Gemeindegrenzstein (heute Gemarkungsgrenzstein) zwischen Zuffenhausen und Feuerbach | Ohne Adresse                                                                                | 1772                            | Geschützt nach § 2 DSchG                                              |    |
|                | Ehemaliger Gemeindegrenzstein (heute Gemarkungsgrenzstein) zwischen Zuffenhausen und Feuerbach | Ohne Adresse                                                                                |                                 | Geschützt nach § 2 DSchG                                              |    |
|                | Ehemaliger Gemeindegrenzstein (heute Gemarkungsgrenzstein) zwischen Zuffenhausen und Feuerbach | Ohne Adresse                                                                                |                                 | Geschützt nach § 2 DSchG                                              |    |
|                | Ehemaliger Gemeindegrenzstein zwischen Zuffenhausen und Feuerbach | Ohne Adresse                                                                                |                                 | Geschützt nach § 2 DSchG                                              |    |
|                | Ehemaliger Gemeindegrenzstein zwischen Zuffenhausen und Feuerbach | Ohne Adresse                                                                                |                                 | Geschützt nach § 2 DSchG                                              |    |
|                | Ehemaliger Gemeindegrenzstein (heute Gemarkungsgrenzstein) zwischen Zuffenhausen und Feuerbach, Dreimärker (Gr. Bebenhäuser Wald, Zazenh. Müllerwald und Feuerbacher Schelmenwald)                  | Ohne Adresse                                                                                |                                 | Geschützt nach § 2 DSchG                                              |    |
|                | Ehemaliger Gemeindegrenzstein (heute Gemarkungsgrenzstein) zwischen Zuffenhausen und Feuerbach | Ohne Adresse                                                                                |                                 | Geschützt nach § 2 DSchG                                              |    |
|                | Gemarkungsgrenzstein zwischen Zuffenhausen und Feuerbach | Ohne Adresse                                                                                |                                 | Geschützt nach § 2 DSchG                                              |    |
|                | Ehemaliger Gemeindegrenzstein (heute Gemarkungsgrenzstein) zwischen Zuffenhausen und Feuerbach | Ohne Adresse                                                                                |                                 | Geschützt nach § 2 DSchG                                              |    |
|                | Gemarkungsgrenzstein zwischen Zuffenhausen und Feuerbach | Ohne Adresse                                                                                |                                 | Geschützt nach § 2 DSchG                                              |    |
|                | Ehemaliger Gemeindegrenzstein (heute Gemarkungsgrenzstein) zwischen Zuffenhausen und Feuerbach | Ohne Adresse                                                                                |                                 | Geschützt nach § 2 DSchG                                              |    |
|                | Ehemaliger Gemeindegrenzstein (heute Gemarkungsgrenzstein) zwischen Zuffenhausen und Feuerbach | Ohne Adresse                                                                                |                                 | Geschützt nach § 2 DSchG                                              |    |
|                | Waldgrenzstein | Ohne Adresse                                                                                | 1765                            | Geschützt nach § 2 DSchG                                              |    |
|                | Ehemaliger Gemeindegrenzstein (heute Gemarkungsgrenzstein) zwischen Zuffenhausen und Feuerbach | Ohne Adresse                                                                                |                                 | Geschützt nach § 2 DSchG                                              |    |
|                | Ehemaliger Gemeindegrenzstein (heute Gemarkungsgrenzstein) zwischen Zuffenhausen und Feuerbach | Ohne Adresse                                                                                | 1600–1682                       | Geschützt nach § 2 DSchG                                              |    |
|                | Ehemaliger Gemeindegrenzstein (heute Gemarkungsgrenzstein) zwischen Zuffenhausen und Feuerbach | Ohne Adresse                                                                                | 1600–1682                       | Geschützt nach § 2 DSchG                                              |    |
|                | Ehemaliger Gemeindegrenzstein (heute Gemarkungsgrenzstein) zwischen Zuffenhausen und Feuerbach | Ohne Adresse                                                                                |                                 | Geschützt nach § 2 DSchG                                              |    |
|                | Ehemaliger Gemeindegrenzstein (heute Gemarkungsgrenzstein) zwischen Zuffenhausen und Feuerbach | Ohne Adresse                                                                                |                                 | Geschützt nach § 2 DSchG                                              |    |
|                | Ehemaliger Gemeindegrenzstein (heute Gemarkungsgrenzstein) zwischen Zuffenhausen und Feuerbach | Ohne Adresse                                                                                |                                 | Geschützt nach § 2 DSchG                                              |    |
|                | Ehemaliger Gemeindegrenzstein (heute Gemarkungsgrenzstein) zwischen Zuffenhausen und Feuerbach | Ohne Adresse                                                                                | 1600–1682                       | Geschützt nach § 2 DSchG                                              |    |
| Weitere Bilder | Bürogebäude der ehemaligen Spinnerei Horkheimer | Schwieberdinger Straße 58 (Karte)                                                           | 1906                            | Jugendstil Morlock, Rudolf, Werkmeister Geschützt nach § 2 DSchG      |    |
|                | Eisenbahnviadukt | Unterländer Straße, Zahn-Nopper-Straße, Kreuzung Eisenbahnlinie Stuttgart-Heilbronn (Karte) | 1850–1900                       | Geschützt nach § 2 DSchG                                              |    |

### Zuffenhausen-Elbelen
| Bild           | Bezeichnung                     | Lage                   | Datierung | Beschreibung                    | ID |
| -------------- | ------------------------------- | ---------------------- | --------- | ------------------------------- | -- |
| Weitere Bilder | Solitude-Allee (Sachgesamtheit) | Solitude-Allee (Karte) | 1766      | Barock Geschützt nach § 2 DSchG |    |

### Zuffenhausen-Frauensteg
| Bild | Bezeichnung                                                                                    | Lage         | Datierung | Beschreibung             | ID |
| ---- | ---------------------------------------------------------------------------------------------- | ------------ | --------- | ------------------------ | -- |
|      | Ehemaliger Gemeindegrenzstein zwischen Zuffenhausen und Stammheim                              | ohne Adresse |           | Geschützt nach § 2 DSchG |    |
|      | Ehemaliger Gemeindegrenzstein (heute Gemarkungsgrenzstein) zwischen Zuffenhausen und Stammheim | ohne Adresse | 1838      | Geschützt nach § 2 DSchG |    |
|      | Ehemaliger Gemeindegrenzstein zwischen Zuffenhausen und Stammheim                              | ohne Adresse |           | Geschützt nach § 2 DSchG |    |

### Zuffenhausen-Hohenstein
| Bild | Bezeichnung                                                               | Lage                                           | Datierung | Beschreibung                                                                             | ID |
| ---- | ------------------------------------------------------------------------- | ---------------------------------------------- | --------- | ---------------------------------------------------------------------------------------- | -- |
|      | Mietshaus mit Ladenlokal                                                  | Burgunderstraße 19 (Karte)                     | 1911      | Neoklassizismus, Schaefer Paul Geschützt nach § 2 DSchG                                  |    |
|      | Hausmeisterhaus (Teil der SG Sammelschulgebäude nebst Hausmeisterhaus)    | Hohensteinstraße 17 (Karte)                    | 1928–1930 | Heimatstil, Stuttgarter Schule 1920–1945, Schmitthenner Paul (Sachgesamtheit)            |    |
|      | Sammelschulgebäude (Teil der SG Sammelschulgebäude nebst Hausmeisterhaus) | Hohensteinstraße 25 (Karte)                    | 1928–1930 | Heimatstil, Stuttgarter Schule 1920–1945, Schmitthenner Paul (Sachgesamtheit)            |    |
|      | Ehemalige Villa Siegel                                                    | Ludwigsburger Straße 9 (Karte)                 | 1909      | Historismus – additiver Historismus, Schaefer Paul Geschützt nach § 2 DSchG              |    |
|      | Zweifamilienhaus mit Ladenanbau (Sachgesamtheit)                          | Ludwigsburger Straße 68, 68A, 68B, 68C (Karte) | 1924–1926 | Expressionismus, Weckerle Karl und Elben Eugen (Sachgesamtheit) Geschützt nach § 2 DSchG |    |
|      | Ladenlokal (Metzgerei), Schlachthaus                                      | Ludwigsburger Straße 68A, 68B, 68C (Karte)     | 1924–1926 | Expressionismus, Weckerle Karl und Elben Eugen Geschützt nach § 2 DSchG                  |    |
|      | Ladenlokal (Metzgerei), Schlachthaus                                      | Ludwigsburger Straße 68C (Karte)               | 1924–1926 | Expressionismus, Weckerle Karl und Elben Eugen Geschützt nach § 2 DSchG                  |    |
|      | Einfamilienhaus                                                           | Ludwigsburger Straße 117 (Karte)               | 1898–1900 | Historismus – deutsche Neorenaissance, Schaefer Paul Geschützt nach § 2 DSchG            |    |
|      | Evangelische Pauluskirche                                                 | Unterländer Straße 15 (Karte)                  | 1901–1903 | Historismus – Neoromanik, Dolmetsch Heinrich, Oberbaurat Geschützt nach § 2 DSchG        |    |
|      | Wohnhaus mit ehemaliger Arztpraxis (heute Apotheke)                       | Unterländer Straße 37 (Karte)                  | 1914      | Historismus – Heimatstil, Schaefer Paul Geschützt nach § 2 DSchG                         |    |

### Zuffenhausen-Mönchsberg
| Bild | Bezeichnung                                                                                    | Lage         | Datierung | Beschreibung             | ID |
| ---- | ---------------------------------------------------------------------------------------------- | ------------ | --------- | ------------------------ | -- |
|      | Zehntgrenzstein (Auf der Heide)                                                                | Ohne Adresse | 1775      | Geschützt nach § 2 DSchG |    |
|      | Ehemaliger Gemeindegrenzstein (heute Gemarkungsgrenzstein) zwischen Zuffenhausen und Cannstatt | Ohne Adresse | 1838      | Geschützt nach § 2 DSchG |    |
|      | Ehemaliger Gemeindegrenzstein (heute Gemarkungsgrenzstein) zwischen Zuffenhausen und Cannstatt | Ohne Adresse |           | Geschützt nach § 2 DSchG |    |
|      | Ehemaliger Gemeindegrenzstein (heute Gemarkungsgrenzstein) zwischen Zuffenhausen und Cannstatt | Ohne Adresse | 1838      | Geschützt nach § 2 DSchG |    |
|      | Zehntgrenzstein (Auf der Heide)                                                                | Ohne Adresse |           | Geschützt nach § 2 DSchG |    |

### Neuwirtshaus
| Bild           | Bezeichnung                                                                                  | Lage                             | Datierung | Beschreibung                                                                                    | ID |
| -------------- | -------------------------------------------------------------------------------------------- | -------------------------------- | --------- | ----------------------------------------------------------------------------------------------- | -- |
| Weitere Bilder | Evangelische Michaelskirche, Pfarrhaus und Gemeindeschwesternhaus (Sachgesamtheit)           | Föhrstraße 2, 2A, 2B, 2C (Karte) | 1938      | Heimatstil, Stuttgarter Schule 1920–1945, Heim Paul Geschützt nach § 2 DSchG                    |    |
|                | Evangelische Michaelskirche (Teil der Sachgesamtheit)                                        | Föhrstraße 2 (Karte)             | 1938      | Heimatstil, Stuttgarter Schule 1920–1945, Heim Paul Geschützt nach § 2 DSchG                    |    |
|                | Pfarrhaus (Teil der Sachgesamtheit)                                                          | Föhrstraße 2A (Karte)            | 1938      | Heimatstil, Stuttgarter Schule 1920–1945, Heim Paul Geschützt nach § 2 DSchG                    |    |
|                | Sogenanntes Luftschutzhaus (mit Luftschutzkeller)                                            | Föhrstraße 4 (Karte)             | 1940–1941 | Architektur der NS-Zeit, Leistner Ernst Geschützt nach § 2 DSchG                                |    |
|                | Ehemaliger Gemeindegrenzstein (heute Gemarkungsgrenzstein) zwischen Zuffenhausen und Korntal | Ohne Adresse                     |           | Geschützt nach § 2 DSchG                                                                        |    |
|                | Gemarkungsgrenzstein zwischen Zuffenhausen und Münchingen                                    | Ohne Adresse                     |           | Geschützt nach § 2 DSchG                                                                        |    |
|                | Gemarkungsgrenzstein zwischen Zuffenhausen und Münchingen                                    | Ohne Adresse                     |           | Geschützt nach § 2 DSchG                                                                        |    |
|                | Gemarkungsgrenzstein zwischen Zuffenhausen und Münchingen                                    | Ohne Adresse                     | 1759      | Geschützt nach § 2 DSchG                                                                        |    |
|                | Neuwirtshaus-Schule                                                                          | Syltstraße 18 (Karte)            | 1934–1935 | Heimatstil, Stuttgarter Schule 1920–1945, Heintel Wilhelm, Stadtbaurat Geschützt nach § 2 DSchG |    |

### Rot
| Bild           | Bezeichnung                                                                 | Lage                                                    | Datierung | Beschreibung                                                                                | ID |
| -------------- | --------------------------------------------------------------------------- | ------------------------------------------------------- | --------- | ------------------------------------------------------------------------------------------- | -- |
|                | Evangelische Auferstehungskirche                                            | Haldenrainstraße 200 (Karte)                            | 1956      | Internationaler Stil ab 1950, Rohrberg Erwin, Regierungsbaumeister Geschützt nach § 2 DSchG |    |
|                | Ehemaliger Markungsstein zwischen Zuffenhausen und Münster                  | Ohne Adresse                                            |           | Geschützt nach § 2 DSchG                                                                    |    |
|                | Ehemaliger Markungsstein zwischen Zuffenhausen und Münster                  | Ohne Adresse                                            | 1759      | Geschützt nach § 2 DSchG                                                                    |    |
|                | Ehemaliger Markungsstein zwischen Zuffenhausen und Münster                  | Ohne Adresse                                            |           | Geschützt nach § 2 DSchG                                                                    |    |
| Weitere Bilder | Mehrfamilienhäuser (Wohnsiedlung als Sachgesamtheit)                        | Rotweg 134 bis 154 (gerade) (Karte)                     | 1950–1951 | Internationaler Stil ab 1950, Döcker Richard Geschützt nach § 2 DSchG                       |    |
|                | Hochhäuser Romeo und Julia (Sachgesamtheit)                                 | Schozacher Straße 40, Schwabbacher Straße 15 (Karte)    | 1956–1959 | Organisches Bauen, Scharoun Hans Geschützt nach § 2 DSchG                                   |    |
|                | Silcherschule (Volksschule mit Turnhalle und Berufsschule) – Sachgesamtheit | Schwabbacher Straße 25, 25A, 25B, 25C, 25D, 25E (Karte) | 1952–1954 | Internationaler Stil ab 1950, Wilhelm Günter Geschützt nach § 2 DSchG                       |    |

### Zuffenhausen-Schützenbühl
| Bild | Bezeichnung                                                            | Lage                                        | Datierung | Beschreibung                                                                                               | ID |
| ---- | ---------------------------------------------------------------------- | ------------------------------------------- | --------- | --- | -- |
|      | Großbäckerei mit Lagerhaus (Ehemaliger Spar- und Konsumverein)         | Gottfried-Keller-Straße 18 C (Karte)        | 1928      | Bauhaus, Neues Bauen, Internationaler Stil, Eckert & Schäfer und Weckerle & Elben Geschützt nach § 2 DSchG |    |
|      | Ehemaliger Spar- und Konsumverein, Verwaltungsgebäude (Sachgesamtheit) | Gottfried-Keller-Straße 18, 20 (Karte)      | 1928      | Bauhaus, Neues Bauen, Internationaler Stil, Eckert & Schäfer und Weckerle & Elben Geschützt nach § 2 DSchG |    |
|      | Büro- und Fabrikgebäude (Werk 2, Bau 1)                                | Moritz-Horkheimer-Straße 25                 | 1951–1952 | Organisches Bauen, Gutbrod Rolf Geschützt nach § 2 DSchG                                                   |    |
|      | Ehemalige Karosseriefabrik Reutter                                     | Schwieberdinger Straße 130 (Werk 2, Bau 10) | 1936–1937 | Expressionismus, Hornung H. Geschützt nach § 2 DSchG                                                       |    |
|      | Ehemalige Villa Blessing                                               | Stammheimer Straße 31 (Karte)               | 1875      | Geschützt nach § 2 DSchG                                                                                   |    |

### Zazenhausen
| Bild | Bezeichnung | Lage                                               | Datierung                                  | Beschreibung                                | ID |
| ---- | --- | -------------------------------------------------- | ------------------------------------------ | ------------------------------------------- | -- |
|      | Reliefstein | Blankensteinstraße 90 (Karte)                      | 1556                                       | Geschützt nach § 2 DSchG                    |    |
|      | Teile des Haupthauses des Dionysiushofs, vormals Klarahof, mit Hofmauer (Sachgesamtheit)                                  | Entenweg 12 (Karte)                                | 1584–1584, 1993–1993                       | Geschützt nach § 2 DSchG                    |    |
|      | Hofanlage, mit Bauernhaus, Stallscheuer, barockem Wappenstein in der Gartenstützmauer (Sachgesamtheit)                    | Entenweg 16 (Karte)                                | 1664–1767, 1700–1800, 1780–1780, 1949–1950 | Barock Geschützt nach § 2 DSchG             |    |
|      | Barocker Wappenstein in der Gartenstützmauer (Teil der Sachgesamtheit Hofanlage)                                          | Entenweg 16 (Karte)                                | 1664–1767, 1700–1800, 1780–1780, 1949–1950 | Barock Geschützt nach § 2 DSchG             |    |
|      | Evangelische Nazariuskirche nebst Friedhofsmauer und Portal (Sachgesamtheit)                                              | (Karte)                                            | 1581–1582, 1594                            | Gotik – Spätgotik Geschützt nach § 12 DSchG |    |
|      | Haupthaus des württembergischen Maierhofs, vormals Widdumhofs (alias Bebenhäuser Erblehenhof oder Lorch’scher Klosterhof) | Spitalhofstraße 10 (Karte)                         | 1798                                       | Barock Geschützt nach § 2 DSchG             |    |
|      | Haupthaus des ehemaligen Esslinger Spitalhofs                                                                             | Spitalhofstraße 11 (Karte)                         | 1500–1600, 1700–1800                       | Barock Geschützt nach § 2 DSchG             |    |
|      | Spitalhofbrunnen | Spitalhofstraße, Ecke Entenweg, Flst.Nr. 1 (Karte) |                                            | Geschützt nach § 2 DSchG                    |    |